# Ernst Friedrich Gurlt
Ernst Friedrich Gurlt (Slesia, 13 ottobre 1794 – Berlino, 13 agosto 1882) è stato un veterinario e anatomista tedesco.

## Biografia
Era il padre del chirurgo Ernst Julius Gurlt (1825-1899). Inizialmente, ha studiato come farmacista, ha poi studiato medicina e anatomia. A partire dal 1819, ha insegnato la Tierarzneischule,Berlino, dove nel 1827-1870 ha ricoperto il titolo di professore. Nel 1849 è stato nominato direttore tecnico della scuola.
A Berlino, ha dato lezioni di anatomia patologica, fisiologia, zoologia e di botanica. Egli è ricordato per le sue indagini di deformità degli animali, e durante la sua carriera ha accumulato una notevole collezione di malformazioni anatomiche. Con Carl Heinrich Hertwig (1798-1881), fondò la Magazin für die gesammte Thierheilkunde (Rivista per la totalità della medicina veterinaria).
Il suo nome è associato ad Gurltia paralysans, un nematode parassita che infetta alcuni felini.

## Pubblicazioni principali
- Handbuch der vergleichenden Anatomie der Haussaugetiere (1822)
- Lehrbuch der pathologischen Anatomie der Haussaugetiere (1831)
- "Anatomy of the Horse" (tradotto in inglese da J. Willimott, 1833)
- Handbuch der vergloichenden Physiologie der Haussaugetiere (1837)
- Chirurgische Anatomie und Operationslehre für Thierärzte (1847), con Carl Heinrich Hertwig.[3]